# Österreichische Forschungsgemeinschaft
Die Österreichische Forschungsgemeinschaft (ÖFG), getragen von Bund und Ländern, wurde 1977 mit der Intention gegründet, sowohl der Wissenschaftsförderung als auch der Wissenschaftspolitik in Österreich neue Impulse zu geben und damit zur Zukunftsorientierung und Qualitätssicherung von Forschung und Lehre in Österreich beizutragen. Die Österreichische Forschungsgemeinschaft möchte dabei das Gespräch über die Disziplinen- und Gruppeninteressen hinaus fördern und das Wissen und Engagement der Universitätsangehörigen aller Bundesländer einbeziehen.

## Geschichte
Die Österreichische Forschungsgemeinschaft wurde 1977 von Bund und Ländern ins Leben gerufen und verfolgte bei der Gründung ein ähnliches Konzept wie die bereits seit 1951 bestehende Deutsche Forschungsgemeinschaft in der Bundesrepublik Deutschland. Gründungspräsident war der Salzburger Landeshauptmann Hans Lechner. Prägenden Einfluss hatte der von 1989 bis 2013 amtierende ÖFG-Präsident Heinrich Neisser, Zweiter Nationalratspräsident im österreichischen Parlament von 1994 bis 1999. Ende Juni 2018 wurde Reinhold Mitterlehner zum Präsidenten der Österreichischen Forschungsgemeinschaft gewählt. Er folgte in dieser Funktion Karlheinz Töchterle nach, der den Verein zuvor drei Jahre lang geleitet hatte. Am 28. Juni 2024 wurde in Mitterlehners Nachfolge der Diplomat Emil Brix zum Präsidenten gewählt. 

## Organisation
Der Tätigkeitsbereich umfasst die Behandlung grundlegender wissenschaftspolitischer Fragestellungen, die Initiierung von interdisziplinären Forschungsaktivitäten im Rahmen der eigenen Arbeitsgemeinschaften, die Vergabe von Förderungsmitteln im Rahmen spezialisierter Programme (wie z. B. "Internationale Kommunikation", Druckkostenförderung) sowie die Auszeichnung hervorragender wissenschaftlicher Leistungen. Neben der Organisation des Österreichischen Wissenschaftstags versucht die ÖFG, mithilfe hochschulpolitischer Workshops und Kolloquien wichtige Themen im Diskurs für den Forschungs- und Wissenschaftsstandort Österreich weiterzuentwickeln und lädt daher regelmäßig zu evidenzbasierten bildungs- und wissenschaftspolitischen Dialogen ein.

### Arbeitsgemeinschaften
Mit der Konzentration auf eine begrenzte Zahl von Initiativen sorgt die ÖFG dafür, dass ihre Mittel effektiv eingesetzt werden: Aktuell unterstützt die ÖFG sechs Arbeitsgemeinschaften, die interuniversitär und transdisziplinär forschen und publizieren. Die hochschulübergreifenden Arbeitsgemeinschaften ermöglichen der ÖFG, frühzeitig neue Forschungscluster und wissenschaftspolitisch wichtige Themen im Diskurs für Österreich weiterzuentwickeln und gesellschaftliche Lösungen anzuregen. Diese Expertise wurde etwa bei der Neugestaltung der „PädagogInnenbildung Neu“, dem Ausbau der Schulautonomie und in der Frage einer modernen kapazitätsorientierten Hochschulfinanzierung eingebracht.
Aktuelle Arbeitsgemeinschaften
- Bildung und Ausbildung
- Wissenschaft und Kunst
- Zukunft der Demokratie
- Finanzkrisen
- Kulturelle Dynamiken
- Hochfrequenztechnik
- Staatliche Aufgaben, private Akteure

### Nachwuchsförderung
Bei der Förderung des wissenschaftlichen Nachwuchses geht es der ÖFG besonders darum, das Begabungsreservoir in der schwierigen Übergangsphase zwischen dem Abschluss einer wissenschaftlichen Ausbildung und einer gesicherten Beschäftigung zu unterstützen. Durch die Förderung von Konferenzen, Forschungsaufenthalten im Ausland oder Publikationen leistet die ÖFG einen wesentlichen Impuls für die verstärkte Vernetzung und internationale Sichtbarkeit von jungen Forschern.

### Wissenschaftlicher Beirat
Schwerpunkte und Umfang der Tätigkeiten der Österreichischen Forschungsgemeinschaft werden vom Wissenschaftlichen Beirat formuliert. Ihm gehören hervorragend ausgewiesene Wissenschaftler eines breiten fachlichen Spektrums aus allen österreichischen Universitätsstandorten an. Die ehrenamtliche Mitwirkung der Beiratsmitglieder bei der Konzeption der Schwerpunktvorhaben der Österreichischen Forschungsgemeinschaft, ihre Expertise bei der Erarbeitung von Stellungnahmen und Vorschlägen und ihre gutachterliche Tätigkeit bei der Beurteilung von Förderanträgen stellt einen Beitrag zur Qualitätssicherung der österreichischen Wissenschaft dar.

### Vorsitzende des Beirates
- Heinrich Schmidinger
- Harald Kainz

## Präsidenten der Österreichischen Forschungsgemeinschaft
- Hans Lechner (1977–1980)
- Erhard Busek (1980–1989)
- Heinrich Neisser (1989–2013)
- Katharina Cortolezis-Schlager (2013–2015)
- Karlheinz Töchterle (2016–2018)
- Reinhold Mitterlehner (2018–2024)
- Emil Brix (seit 2024)

## Wissenschaftspreis
- Wissenschaftspreis der Österreichischen Forschungsgemeinschaft